# Ignitor (groupe)
Pour les articles homonymes, voir Ignitor.
Ignitor est un groupe américain de heavy metal, originaire d'Austin, au Texas.

## Histoire
Ignitor est formé en 2003 par Erika Tandy (ex-Autumn Tears, chant), Stuart Laurence aka Batlord (guitare solo, ex-Agony Column), Pat Doyle (ex-Offenders, ex-Pocket Fishrmen, batterie), Beverly Barrington (ex-T.A.N.G., guitare rythmique), et Brendon Bigelow (ex-Death of Millions, ex-T.A.N.G., guitare basse). Au printemps 2006, Beverly Barrigton quitte le groupe et est remplacée par Annah Moore (ex-Boneglove, ex-Red Volution). Le groupe est comparé aux premiers groupes de NWOBHM, tels que Judas Priest et Iron Maiden. En juillet 2005, l'Austin Chronicle classe Erika Tandy en première position dans une liste des dix meilleurs chanteurs de la musique d'Austin.
Fin 2007, Erika et la guitariste Annah quittent le groupe pour des raisons personnelles. Beverly Barrigton, membre fondateur, est invitée à rejoindre le groupe en octobre 2008. Ensuite, le groupe marque un coup de grâce en recrutant le chanteur de metal Jason McMaster (Watchtower, Dangerous Toys) en tant que chanteur principal, et enregistre son deuxième album studio intitulé The Spider Queen en 2009,, et son troisième, Year of the Metal Tiger, en 2012.
En 2020, le groupe signe avec le label Metal on Metal Records pour y publier son album The Golden Age of Black Magick la même année. Un an plus tard, il sort l'album live Live... Before the Plague en 2021.

## Discographie
- 2004 : Take to the Sky (auto-produit)
- 2004 : Road of Bones (Cruz del Sur Music)
- 2009 : The Spider Queen (Cruz del Sur Music/Artillery)
- 2012 : Year of the Metal Tiger (MVD Entertainment)
- 2013 : Mix Tape '85 (album)
- 2016 : Special Edition (EP)
- 2017 : Haunted by Rock and Roll (album)
- 2020 : The Golden Age of Black Magick (album)
- 2021 : Live... Before the Plague (album live)